# Antalis vulgaris
Antalis vulgaris es una especie de molusco escafópodo de la familia Dentaliidae.

## Características
Antalis vulgaris es un pequeño molusco de 3 a 6 cm de longitud con la característica forma de colmillo de elefante, típica de los escafópodos. Su concha es de color blanco opaco y muestra estrías longitudinales estrechamente espaciadas en la parte posterior. La abertura anterior (extremo más delgado) es circular y está ocluida por un tabique con un tubo central que tiene un orificio circular.

## Hábitat y distribución
Habita principalmente en fondos blandos a profundidades de entre 5 y 1000 m. Esta especie se la encuentra desde el suroeste del Reino Unido hasta el Mediterráneo occidental.

## Comportamiento

### Dieta
La forma de obtener el alimento es ubicarse verticalmente en terrenos blandos, empleando sus tentáculos adhesivos (llamados captacula) para buscar pequeñas especies bentónicas, como los foraminíferos.

### Reproducción
Poseen sexos separados. La fecundación es externa y da lugar a larvas planctónicas denominadas trocóforas.